# 长叶猕猴桃
长叶猕猴桃（学名：Actinidia hemsleyana）是猕猴桃科猕猴桃属的植物，为中国的特有植物。分布在中国大陆的福建、浙江、江西等地，生长于海拔500米至900米的地区，多生长在路边阴地、山坡路边、山坡灌丛、山坡林缘以及疏林中。

## 变种
- 粗齿猕猴桃（学名：Actinidia hemsleyana var. kengiana）是猕猴桃科猕猴桃属长叶猕猴桃的变种。分布于中国大陆的浙江等地。